# Ahmed Akaïchi
Ahmed Akaichi (Biserta, 23 febbraio 1989) è un ex calciatore tunisino, di ruolo attaccante.

## Carriera

### Nazionale
Ha esordito in nazionale nel 2010.

## Palmarès

### Club

#### Competizioni nazionali
- Campionato tunisino: 1

Espérance: 2013-2014
- Supercoppa di Libano: 1

Ahed: 2019

#### Competizioni internazionali
- Coppa dell'AFC: 1

Ahed: 2019

### Individuale
- Capocannoniere del campionato tunisino: 1

2010-2011 (14 gol)
- Capocannoniere della Coppa d'Africa: 1

Guinea Equatoriale 2015